# Liste der Kulturdenkmale in Geismar
Die Liste der Kulturdenkmale in Geismar umfasst die als Ensembles, Einzeldenkmale und Bodendenkmale erfassten Kulturdenkmale in der thüringischen Gemeinde Geismar und ihrer Ortsteile (Stand: 11. Februar 2025).
Die Angaben in der Liste ersetzen nicht die rechtsverbindliche Auskunft der zuständigen Denkmalschutzbehörde.

## Legende
- Bild: zeigt ein Bild des Kulturdenkmals und gegebenenfalls einen Link zu weiteren Fotos des Kulturdenkmals im Medienarchiv Wikimedia Commons
- Bezeichnung: Name, Bezeichnung oder die Art des Kulturdenkmals
- Lage: Wenn vorhanden Straßenname und Hausnummer des Kulturdenkmals; Grundsortierung der Liste erfolgt nach dieser Adresse. Der Link Karte führt zu verschiedenen Kartendarstellungen und nennt die Koordinaten des Kulturdenkmals.
 Kartenansicht, um Koordinaten zu setzen – in dieser Kartenansicht sind Kulturdenkmale ohne Koordinaten mit einem roten bzw. orangen Marker dargestellt und können in der Karte gesetzt werden. Kulturdenkmale ohne Bild sind mit einem blauen bzw. roten Marker gekennzeichnet, Kulturdenkmale mit Bild mit einem grünen bzw. orangen Marker.
- Datierung: gibt das Jahr der Fertigstellung beziehungsweise das Datum der Erstnennung oder den Zeitraum der Errichtung an
- Beschreibung: bauliche und geschichtliche Einzelheiten des Kulturdenkmals, vorzugsweise die Denkmaleigenschaften
- ID: Die ID identifiziert das Kulturdenkmal eindeutig. In Thüringen sind aktuell keine IDs veröffentlicht. In der ID-Spalte kann sich auch folgendes Icon  befinden, dies führt zu Angaben zu diesem Kulturdenkmal bei Wikidata.

## Ensemble

### Geismar
| Bild                                    | Bezeichnung                   | Lage | Datierung | Beschreibung | ID |
| --------------------------------------- | ----------------------------- | --- | --------- | ------------ | -- |
| Direkt Bild zu diesem Denkmal hochladen | Historischer Ortskern Geismar | Hintergasse 6, 8, 18, 20, 22; Bahnhofsstraße 1–4; Bebendorfer Straße 1–4, 6, 6a; Blecherborn 12, 14, 16; Dr.-Konrad-Martins-Straße 1–10, 12, 14; Friedensstraße 15, 15a, 17, 19, 21, 23, 25, 27, 29, 31, 33, 35, 37, 39–72, 74, 76; Kirchgasse 1–4, 6, 9 Flur 4 / Flurstück(e) 273; Flur 7 / Flurstück(e) 71, 52, 80, 34, 234/66, 72, 55/2, 106/1, 61, 191, 74, 115/1, 116, 109/2, 1/9, 11/1, 11/10, 65, 192/8, 54, 117/1, 69/2, 69/3, 192/9, 109/5, 83, 45, 98, 118, 33, 108/1, 235/31, 127/5, 97/4, 240/112, 44/1, 106/2, 11/8, 110, 70/3, 135, 185, 70/2, 189/1, 101/3, 40, 49, 35, 64, 190/3, 187, 249/128; Flur 7 / Flurstück(e) 225/81, 97/2, 132/2, 192/11, 50/1, 63, 50/5, 51/1, 39, 188, 30, 48, 75/2, 104/1, 195, 190/2, 41, 113, 117/2, 239/111, 105, 42/3, 257/44, 190/6, 44/2, 75/3, 77, 78, 190/1, 70/1, 236/31, 109/4, 37, 103/1, 216/32, 241/112, 101/1, 215/32, 114, 190/5, 84, 192/12, 192/13, 76, 97/1, 11/5, 119, 102; Flur 7 / Flurstück(e) 101/2, 192/6, 57, 124/2, 126, 190/4, 182/1, 201, 192/7, 53, 62, 182/2, 11/6, 42/2, 115/2, 192/19, 192/4, 107, 186, 79, 58, 46, 38, 11/9, 100/2, 100/1, 96/2, 59, 60, 97/3, 73, 50/3, 189/2, 133, 67, 55/1, 56, 184, 109/6, 192/17, 192/5, 75/1, 193, 43, 68, 42/1, 36, 47, 9/12, 108/2, 233/66, |           |              |    |

## Einzeldenkmale

### Bebendorf
| Bild                                    | Bezeichnung                                        | Lage                                                                     | Datierung | Beschreibung | ID |
| --------------------------------------- | -------------------------------------------------- | ------------------------------------------------------------------------ | --------- | ------------ | -- |
| weitere Bilder Fotos hochladen          | Kreuz / Konrad-Martin-Kreuz                        | Hülfensberg 1 Flur 1 / Flurstück(e) 73 (Karte)                           |           |              |    |
| Direkt Bild zu diesem Denkmal hochladen | Kloster / Hülfensberg-Kloster                      | Hülfensberg 1 Flur 1 / Flurstück(e) 73                                   |           |              |    |
| weitere Bilder Fotos hochladen          | Kapelle mit Ausstattung / Bonifatiuskapelle        | Hülfensberg 1 Flur 1 / Flurstück(e) 73 (Karte)                           |           |              |    |
| weitere Bilder Fotos hochladen          | Kirche mit Ausstattung / Kath. St. Salvator-Kirche | Hülfensberg 1 Flur 1 / Flurstück(e) 73 (Karte)                           |           |              |    |
| Direkt Bild zu diesem Denkmal hochladen | Bonifatiuskreuz                                    | Hülfensberg o.Nr. beim Parkplatz am Hülfensberg Flur 1 / Flurstück(e) 76 |           |              |    |
| Direkt Bild zu diesem Denkmal hochladen | Hofanlage                                          | Leehre 10 Flur 3 / Flurstück(e) 5/1                                      |           |              |    |
| Direkt Bild zu diesem Denkmal hochladen | Dorfgemeinschaftshaus                              | Leehre 8 Flur 3 / Flurstück(e) 7                                         |           |              |    |
| Direkt Bild zu diesem Denkmal hochladen | Wohnhaus                                           | Winkel 4 Flur 3 / Flurstück(e) 38/1                                      |           |              |    |
| Direkt Bild zu diesem Denkmal hochladen | Hofanlage                                          | Winkel 8 Flur 3 / Flurstück(e) 34                                        |           |              |    |
| Direkt Bild zu diesem Denkmal hochladen | Stationsweg                                        | zum Hülfensberg                                                          |           |              |    |

### Döringsdorf
| Bild                                    | Bezeichnung                                                            | Lage                                            | Datierung | Beschreibung | ID |
| --------------------------------------- | ---------------------------------------------------------------------- | ----------------------------------------------- | --------- | ------------ | -- |
| weitere Bilder Fotos hochladen          | Kirche mit Kirchhof und Ausstattung / Kath. Filialkirche St. Stephanus | Dorfstraße 1a Flur 1 / Flurstück(e) 645 (Karte) |           |              |    |
| Direkt Bild zu diesem Denkmal hochladen | Wohnhaus mit Torhaus                                                   | Dorfstraße 4 Flur 1 / Flurstück(e) 635          |           |              |    |
| Direkt Bild zu diesem Denkmal hochladen | Wohnhaus                                                               | Enge Gasse 4 Flur 1 / Flurstück(e) 609          |           |              |    |

### Geismar
| Bild                                    | Bezeichnung                                                           | Lage | Datierung | Beschreibung | ID |
| --------------------------------------- | --------------------------------------------------------------------- | --- | --------- | ------------ | -- |
| Direkt Bild zu diesem Denkmal hochladen | Wohnhaus                                                              | Bahnhofstraße 1 im ENS Historischer Ortskern Flur 7 / Flurstück(e) 117/2                                       |           |              |    |
| Direkt Bild zu diesem Denkmal hochladen | Hofanlage / Geburtshaus Konrad Martins Mutter                         | Bahnhofstraße 3 im ENS Historischer Ortskern Flur 7 / Flurstück(e) 119                                         |           |              |    |
| Direkt Bild zu diesem Denkmal hochladen | Wohn- und Geschäftshaus                                               | Bebendorfer Straße 2, 4, 6, 6a Nr. 2 ist KD; im ENS Historischer Ortskern Flur 7 / Flurstück(e) 70/3           |           |              |    |
| Direkt Bild zu diesem Denkmal hochladen | Wohnhaus mit Torbau und Hofanlage                                     | Dr.-Konrad-Martin-Straße 4 im ENS Historischer Ortskern Flur 7 / Flurstück(e) 132/2                            |           |              |    |
| Direkt Bild zu diesem Denkmal hochladen | Kulturhaus mit Saal / Florian Geyer                                   | Friedensstraße 15a im ENS Historischer Ortskern Flur 7 / Flurstück(e) 11/6                                     |           |              |    |
| Direkt Bild zu diesem Denkmal hochladen | Wohnhaus / sog. Schloß                                                | Friedensstraße 17 Hofanlage Nr. 17, 19 und 21; im ENS Historischer Ortskern Flur 7 / Flurstück(e) 11/13        |           |              |    |
| Direkt Bild zu diesem Denkmal hochladen | Hofanlage / sog. Schloß                                               | Friedensstraße 19 Hofanlage Nr. 17, 19 und 21; im ENS Historischer Ortskern Flur 7 / Flurstück(e) 11/10, 11/15 |           |              |    |
| Direkt Bild zu diesem Denkmal hochladen | Hofanlage / sog. Schloß                                               | Friedensstraße 21 Hofanlage Nr. 17, 19 und 21; im ENS Historischer Ortskern Flur 7 / Flurstück(e) 11/9         |           |              |    |
| Direkt Bild zu diesem Denkmal hochladen | Wohnhaus                                                              | Friedensstraße 27; Kirchgasse 2 im ENS Historischer Ortskern Flur 7 / Flurstück(e) 56                          |           |              |    |
| Direkt Bild zu diesem Denkmal hochladen | Hofpforte mit Torfahrt                                                | Friedensstraße 29 im ENS Historischer Ortskern Flur 7 / Flurstück(e) 55/2                                      |           |              |    |
| Direkt Bild zu diesem Denkmal hochladen | Wohnhaus                                                              | Friedensstraße 36 Flurstück nicht existent; Flur 7 / Flurstück(e) 70                                           |           |              |    |
| Direkt Bild zu diesem Denkmal hochladen | Wohnhaus mit Torbau                                                   | Friedensstraße 40 im ENS Historischer Ortskern Flur 7 / Flurstück(e) 80                                        |           |              |    |
| Direkt Bild zu diesem Denkmal hochladen | Hofanlage                                                             | Friedensstraße 42 im ENS Historischer Ortskern Flur 7 / Flurstück(e) 77, 78, 79                                |           |              |    |
| Direkt Bild zu diesem Denkmal hochladen | Hofanlage                                                             | Friedensstraße 46 im ENS Historischer Ortskern Flur 7 / Flurstück(e) 74                                        |           |              |    |
| Direkt Bild zu diesem Denkmal hochladen | Wohnhaus                                                              | Friedensstraße 48 im ENS Historischer Ortskern Flur 7 / Flurstück(e) 73                                        |           |              |    |
| Direkt Bild zu diesem Denkmal hochladen | Wohnhaus                                                              | Friedensstraße 50 im ENS Historischer Ortskern Flur 7 / Flurstück(e) 72                                        |           |              |    |
| Direkt Bild zu diesem Denkmal hochladen | Wohnhaus mit Nebengebäude                                             | Friedensstraße 54, 56, 58 im ENS Historischer Ortskern Flur 7 / Flurstück(e) 104/1                             |           |              |    |
| Direkt Bild zu diesem Denkmal hochladen | Wohnhaus mit Torbau                                                   | Friedensstraße 62 im ENS Historischer Ortskern Flur 7 / Flurstück(e) 108/2                                     |           |              |    |
| Direkt Bild zu diesem Denkmal hochladen | Hofanlage / Meierei                                                   | Friedensstraße 76 Flur 7 / Flurstück(e) 115/1, 116                                                             |           |              |    |
| Direkt Bild zu diesem Denkmal hochladen | Torfahrt mit Hofpforte                                                | Hintergasse 15 Flur 7 / Flurstück(e) 14                                                                        |           |              |    |
| Direkt Bild zu diesem Denkmal hochladen | Wohnhaus                                                              | Hintergasse 27 Flur 7 / Flurstück(e) 23                                                                        |           |              |    |
| Direkt Bild zu diesem Denkmal hochladen | Wohnhaus                                                              | Hintergasse 29 Flur 7 / Flurstück(e) 24                                                                        |           |              |    |
| Direkt Bild zu diesem Denkmal hochladen | Schule                                                                | Kirchgasse 4 im ENS Historischer Ortskern Flur 7 / Flurstück(e) 58/2                                           |           |              |    |
| weitere Bilder Fotos hochladen          | Kirche mit Ausstattung und Einfriedung / Kath. Pfarrkirche St. Ursula | Kirchgasse 6; Hintergasse Flur 7 / Flurstück(e) 69/3, 69/2 (Karte)                                             |           |              |    |
| Direkt Bild zu diesem Denkmal hochladen | Kreuz, Bildstock                                                      | am südlichen Dorfausgang zum Hülfensberg                                                                       |           |              |    |

### Großtöpfer
| Bild                                    | Bezeichnung                                                                        | Lage                                                   | Datierung | Beschreibung | ID |
| --------------------------------------- | ---------------------------------------------------------------------------------- | ------------------------------------------------------ | --------- | ------------ | -- |
| weitere Bilder Fotos hochladen          | Kirche mit Ausstattung / Kath. Filialkirche St. Aloysius                           | Am Mühlberg 10 Flur 1 / Flurstück(e) 275/107 (Karte)   |           |              |    |
| Direkt Bild zu diesem Denkmal hochladen | Geleitstein                                                                        | Friedaer Straße o. Nr. Flur 2 / Flurstück(e) 53/6      |           |              |    |
| Direkt Bild zu diesem Denkmal hochladen | Wohnhaus mit Tor                                                                   | Mühlberg 2 Flur 1 / Flurstück(e) 110/1                 |           |              |    |
| weitere Bilder Fotos hochladen          | Kirche mit Ausstattung, Kirchhof und Einfriedung / Ev. Filialkirche Der gute Hirte | Paradiesweg 1 Flur 1 / Flurstück(e) 128 (Karte)        |           |              |    |
| Direkt Bild zu diesem Denkmal hochladen | Wohnhaus                                                                           | Paradiesweg 16 Flur 1 / Flurstück(e) 148               |           |              |    |
| Direkt Bild zu diesem Denkmal hochladen | Forsthaus                                                                          | Paradiesweg 18 Flur 3 / Flurstück(e) 143/71            |           |              |    |
| Direkt Bild zu diesem Denkmal hochladen | Pfarrhaus mit Einfriedung                                                          | Paradiesweg 2 Flur 1 / Flurstück(e) 170/3              |           |              |    |
| Direkt Bild zu diesem Denkmal hochladen | Wohnhaus mit Scheune                                                               | Paradiesweg 4; Dorfstraße 22 Flur 1 / Flurstück(e) 169 |           |              |    |
| Direkt Bild zu diesem Denkmal hochladen | Wohnhaus                                                                           | Paradiesweg 8 Flur 1 / Flurstück(e) 156/1              |           |              |    |
| weitere Bilder Fotos hochladen          | Burgruine / Greifenstein                                                           | Schlossberg Flur 4 / Flurstück(e) 32 (Karte)           |           |              |    |

## Bodendenkmale

### Döringsdorf
| Bild                                    | Bezeichnung          | Lage                                                                | Datierung | Beschreibung | ID |
| --------------------------------------- | -------------------- | ------------------------------------------------------------------- | --------- | ------------ | -- |
| Direkt Bild zu diesem Denkmal hochladen | Auf der Keudelskuppe | Ca. 1 km südöstl. vom Ort. Höhe 484,2. Flur 2 / Flurstück(e) 15/156 |           |              |    |

### Großtöpfer
| Bild                                    | Bezeichnung       | Lage | Datierung | Beschreibung | ID |
| --------------------------------------- | ----------------- | --- | --------- | ------------ | -- |
| Direkt Bild zu diesem Denkmal hochladen | Geleitstein       | 820 Meter ssw der Kirche, unmittelbar westlich der Straße Großtöpfer-Frieda, an der Grenze zu Hessen Flur 2 / Flurstück(e) 53/6 |           |              |    |
| Direkt Bild zu diesem Denkmal hochladen | Burg Greifenstein | auf dem Schloßberg, ca. 2,2 km wnw der Kirche von Großtöpfer Flur 4 / Flurstück(e) 32                                           |           |              |    |